# 히포크라테스

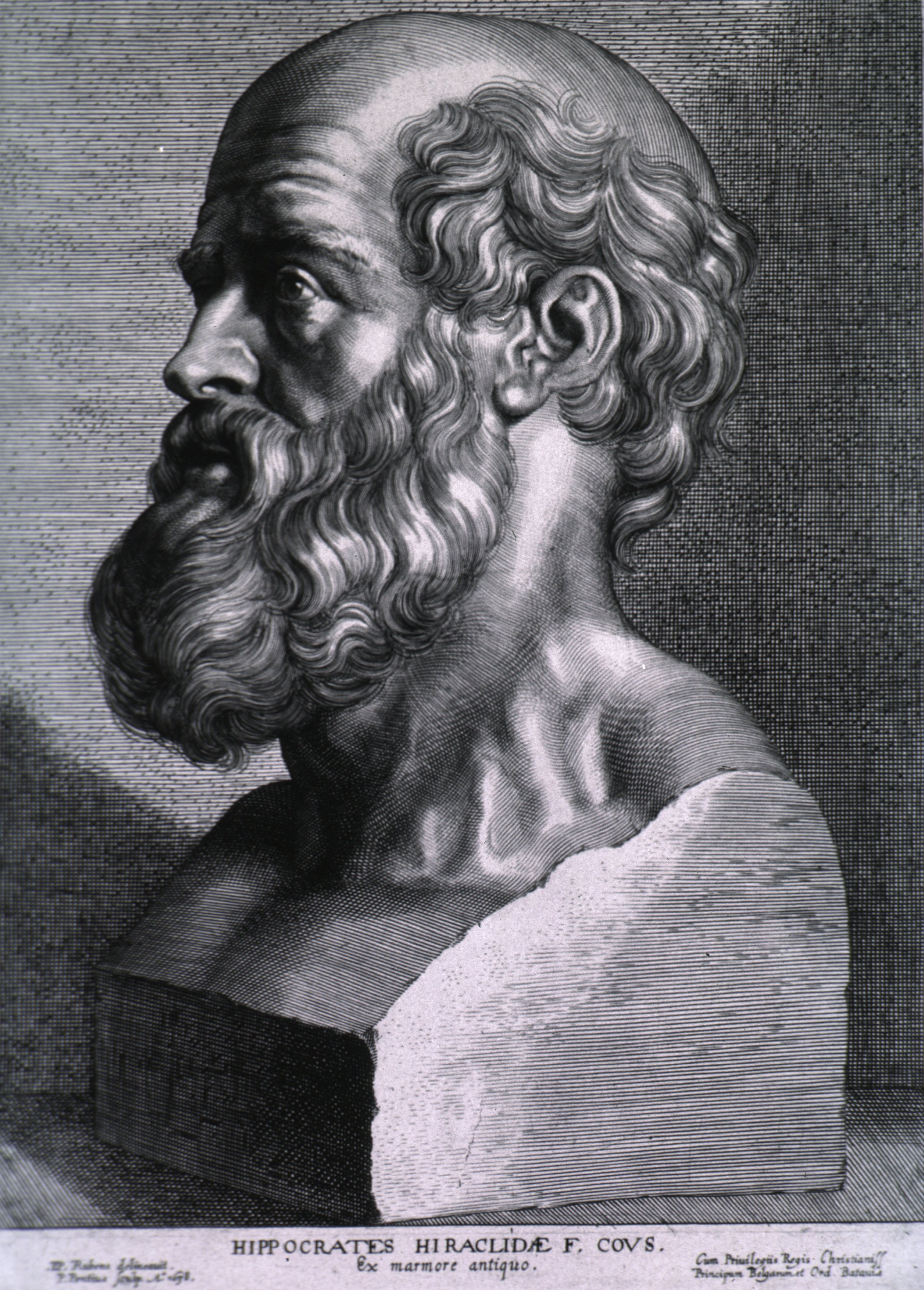

코스의 히포크라테스(고대 그리스어: Ἱπποκράτης, 그리스어: Ιπποκράτης, 영어: Hippocrates of Cos / Hippokrates of Kos, 약 기원전 460년 – 약 기원전 370년)는 고대 그리스 페리클레스 시대 의사이며, 의학사 가장 중요한 인물 가운데 한 사람이다. 보통 그를 의학의 아버지라고 부르며, 히포크라스 학파를 만들었다. 이 학파는 고대 그리스 의학을 혁명적으로 바꾸었으며, 마술과 철학에서 의학을 분리해서 의사라는 직업을 만들었다.
그러나 히포크라테스에 관한 기록은 매우 뒤섞여 있으므로 그가 진짜로 어떻게 생각하고, 기록하고, 행동했는지는 매우 적게 알려져 있다. 그럼에도, 히포크라테스는 고대 의사 전형으로 기록하고 있다. 특히 그는 이전 학파 생각을 정리하여 시행하고, 환자 치료를 기록하고, 히포크라테스 선서를 통해 치료 의학의 발달을 세웠다.

## 생애
코스섬에서 태어나 각지를 두루 여행했으며 테사리아의 라리사에서 죽은 것으로 여겨진다. 그의 일생에 관해서는 자세히 알려지지 않고 있으나 이상적인 의사상으로서의 명성은 플라톤 시대부터 현대까지 부동이다. 모든 병은 자연적 원인에 의해 일어난다는 것을 의학 원리로 하여 과학적인 의학을 창시했다. 그는 의학에서만이 아니라 널리 당시 그리스인들의 사고방식에도 영향을 끼쳤다. 《히포크라테스 의학 집성》이라는 이름으로 전해지는 이오니아 방언으로 기술된 논문집은 그의 이름을 따고는 있으나 거의 대부분이 다른 의사 및 철학자들의 저작으로 이루어졌다. 기원전 5세기에서 서기 2세기의 것까지 포함되어 있고 내용과 형식이 다양하다. 그 가운데 히포크라테스 자신에 의해 저술된 것으로 생각되는 것은 고대 이오니아 산문으로 된 걸작으로서 대표적인 것은 《공기·물·흙에 관해서》, 《성스러운 병》 등이다.
히포크라테스 대학교 졸업 선서

Magni Hippocratis medicorum omnium facile principis, opera omnia quae extant, 1657

THE OATH OF HIPPOCRATES
I SWEAR by Apollo the physician and Æsculapius, and Health, and All-heal, and all the gods and goddesses, that, according to my ability and judgment,
나는 의학의 신 아폴로와 아에스큘러피어스, 그리고 건강과 모든 치유, 그리고 모든 신과 여신들의 이름에 걸고 나의 능력과 판단으로 다음을 맹세하노라. 
I will keep this Oath and this stipulation — to reckon him who taught me this Art equally dear to me as my parents, to share my substance with him, and relieve his necessities if required; to look upon his offspring in the same footing as my own brothers, and to teach them this art, if they shall wish to learn it, without fee or stipulation; and that by precept, lecture, and every other mode of instruction,
나는 이 선서와 계약을 지킬 것이니, 나에게 이 의술을 가르쳐준 자를 나의 부모님으로 생각하겠으며, 나의 모든 것을 그와 나누겠으며, 필요하다면 그의 일을 덜어주겠노라. 동등한 지위에 있을 그의 자손을 나의 형제처럼 여기겠으며 그들이 원한다면 조건이나 보수 없이 그들에게 이 기술을 가르치겠노라. 교훈이나 강의 다른 모든 교육방법을 써서라도.
I will impart a knowledge of the Art to my own sons, and those of my teachers, and to disciples bound by a stipulation and oath according to the law of medicine, but to none others.
나는 이 지식을 나 자신의 아들들에게, 그리고 나의 은사들에게, 그리고 의학의 법에 따라 규약과 맹세로 맺어진 제자들에게 전하겠노라. 그러나 그 외의 누구에게도 이 지식을 전하지는 않겠노라. 
I will follow that system of regimen which, according to my ability and judgement, I consider for the benefit of my patients, and abstain from whatever is deleterious and mischievous.
나는 나의 능력과 판단에 따라 내가 환자의 이익이라 간주하는 섭생의 법칙을 지킬 것이며, 심신에 해를 주는 어떤 한 것들도 멀리하겠노라.
I will give no deadly medicine to any one if asked, nor suggest any such counsel; and in like manner I will not give to a woman a pessary to produce abortion. With purity and with holiness I will pass my life and practice my Art.
나는 요청받는다하더라도 극약을 그 누구에게도 주지 않을 것이며 그와 같은 조언을 하지 않을 것이며, 비슷한 의미로 낙태를 조장하는 페사리를 여성에게 주지 않을 것이다. 청렴과 숭고함으로 나는 나의 인생을 살 것이며 나의 의술을 펼치겠노라.
I will not cut persons labouring under the stone, but will leave this to be done by men who are practitioners of this work. Into whatever houses I enter, I will go into them for the benefit of the sick, and will abstain from every voluntary act of mischief and corruption; and, further, from the seduction of females or males, of freemen and slaves. Whatever, in connection with my professional service, or not in connection with it, I see or hear, in the life of men, which ought not to be spoken of abroad,
나는 바위아래에서 일하고 있는 자 (or 분만하는 자)를 베지 않을 것이나, 이러한 일을 시행하는 자에 의해서는 이루어지게 할 것이다. 내가 어떠한 집에 들어가더라도 나는 병자의 이익을 위해 그들에게 갈 것이며 어떠한 해악이나 부패한 행위를 멀리할 것이며, 남성 혹은 여성, 시민 혹은 노예의 유혹을 멀리할 것이다. 나의 전문적인 업무와 관련된 것이든 혹은 관련이 없는 것이든 나는 일생동안 결코 밖에서 말해서는 안 되는 것을 보거나 들을 것이다. 
I will not divulge, as reckoning that all such should be kept secret. While I continue to keep this Oath unviolated, may it be granted to me to enjoy life and the practice of the art, respected by all men, in all times. But should I trespass and violate this Oath, may the reverse be my lot.
나는 그와 같은 모든 것을 비밀로 지켜야 한다고 생각하기에, 결코 누설하지 않겠노라. 내가 이 맹세를 깨트리지 않고 지낸다면, 그 어떤 때라도 모든 이에게 존경을 받으며, 즐거이 의술을 펼칠 것이요. 인생을 즐길 수 있을 것이다. 하나 내가 이 맹세의 길을 벗어나거나 어긴다면, 그 반대가 나의 몫이 될 것이다.
| 1948년 제네바 선언 의료직에 입문하면서 다음과 같이 서약한다. -나는 인류에 봉사하는데 내 일생을 바칠 것을 엄숙히 맹세한다. -나는 마땅히 나의 스승에게 존경과 감사를 드린다. -나는 양심과 위엄을 가지고 의료직을 수행한다. -나는 환자의 건강을 최우선하여 고려할 것이다. -나는 알게 된 환자의 비밀을 환자가 사망한 이후에라도 누설하지 않는다. -나는 나의 능력이 허락하는 모든 방법을 동원하여 의료직의 명예와 위엄 있는 전통을 지킨다. 동료는 나의 형제며, 자매다. -나는 환자를 위해 내 의무를 다하는데 있어 나이, 질병 / 장애, 교리, 인종, 성별, 국적, 정당, 종족, 성적 성향, 사회적 지위 등에 따른 차별을 하지 않는다. -나는 위협을 받더라도 인간의 생명을 그 시작에서부터 최대한 존중하며, 인류를 위한 법칙에 반하여 나의 의학지식을 사용하지 않는다. -나는 이 모든 약속을 나의 명예를 걸고 자유의지로서 엄숙히 서약한다. |  | Declaration of Geneva in 1948 Now being admitted to the profession of medicine, I solemnly pledge to consecrate my life to the service of humanity. I will give respect and gratitude to my deserving teachers. I will practice medicine with conscience and dignity. The health and life of my patient will be my first consideration. I will hold in confidence all that my patient confides in me. I will maintain the honor and the noble traditions of the medical profession. My colleagues will be as my brothers. I will not permit considerations of race, religion, nationality, party politics, or social standing to intervene between my duty and my patient. I will maintain the utmost respect for human life from the time of its conception. Even under threat, I will not use my knowledge contrary to the laws of humanity. These promises I make freely and upon my honor. |

## 4체액설
히포크라테스는 엠페도클레스의 이론을 발전시키는 4체액설을 정리한 것으로 유명하다. 히포크라테스는 인간이 정액이나 자궁의 체액에서 탄생하고 자라나는 점을 근거로 이를 중요시했으며 따라서 액체가 생명의 근원일 것으로 여겼다. 그는 혈액(blood), 담즙(bile), 점액(phlegm) 그리고 물(water, 나중에 흑담즙을 언급)의 4가지 체액으로 인간의 병리를 설명하려하였다. 한편 네 종류중 서로 대칭되는 한 쌍의 체액이 전체적인 불균형을 야기해서 병이된다는 이러한 이론이 당시의 대칭과 균형의 원리를 탐구하던 피타고라스 학파의 영향을 받은 결과일 것으로 추측하는 경우도 있다.

## 같이 보기
- 가이우스 플리니우스 세쿤두스

## 참고 자료
- 이 문서에는 다음커뮤니케이션(현 카카오)에서 GFDL 또는 CC-SA 라이선스로 배포한 글로벌 세계대백과사전의 내용을 기초로 작성된 글이 포함되어 있습니다.
- 사이언스올-[생명과학]4체액설, 네 가지 체액이 건강과 성격을 정한다?